# Fouquebrune
Fouquebrune és un municipi francès situat al departament del Charente i a la regió de la Nova Aquitània. L'any 2007 tenia 652 habitants.

## Demografia

### Població
El 2007 la població de fet de Fouquebrune era de 652 persones. Hi havia 264 famílies de les quals 60 eren unipersonals (28 homes vivint sols i 32 dones vivint soles), 92 parelles sense fills, 84 parelles amb fills i 28 famílies monoparentals amb fills.
La població ha evolucionat segons el següent gràfic:
Habitants censats

### Habitatges
El 2007 hi havia 292 habitatges, 264 eren l'habitatge principal de la família, 11 eren segones residències i 17 estaven desocupats. Tots els 292 habitatges eren cases. Dels 264 habitatges principals, 217 estaven ocupats pels seus propietaris, 43 estaven llogats i ocupats pels llogaters i 4 estaven cedits a títol gratuït; 5 tenien dues cambres, 27 en tenien tres, 75 en tenien quatre i 158 en tenien cinc o més. 196 habitatges disposaven pel capbaix d'una plaça de pàrquing. A 106 habitatges hi havia un automòbil i a 148 n'hi havia dos o més.

### Piràmide de població
La piràmide de població per edats i sexe el 2009 era:
| Homes | Edats   | Dones |
| ----- | ------- | ----- |
| 0     | 95 o +  | 0     |
| 0     | 90 a 94 | 0     |
| 8     | 85 a 89 | 16    |
| 4     | 80 a 84 | 0     |
| 8     | 75 a 79 | 16    |
| 12    | 70 a 74 | 0     |
| 20    | 65 a 69 | 12    |
| 12    | 60 a 64 | 12    |
| 16    | 55 a 59 | 12    |
| 28    | 50 a 54 | 24    |
| 20    | 45 a 49 | 20    |
| 20    | 40 a 44 | 24    |
| 32    | 35 a 39 | 32    |
| 28    | 30 a 34 | 12    |
| 8     | 25 a 29 | 28    |
| 16    | 20 a 24 | 8     |
| 20    | 15 a 19 | 24    |
| 40    | 10 a 14 | 8     |
| 16    | 5 a 9   | 20    |
| 16    | 0 a 4   | 4     |

## Economia
El 2007 la població en edat de treballar era de 451 persones, 333 eren actives i 118 eren inactives. De les 333 persones actives 318 estaven ocupades (167 homes i 151 dones) i 15 estaven aturades (6 homes i 9 dones). De les 118 persones inactives 63 estaven jubilades, 31 estaven estudiant i 24 estaven classificades com a «altres inactius».

### Ingressos
El 2009 a Fouquebrune hi havia 271 unitats fiscals que integraven 669,5 persones, la mediana anual d'ingressos fiscals per persona era de 17.284 €.

### Activitats econòmiques
Dels 19 establiments que hi havia el 2007, 1 era d'una empresa extractiva, 9 d'empreses de construcció, 3 d'empreses de comerç i reparació d'automòbils, 1 d'una empresa d'hostatgeria i restauració, 1 d'una empresa financera, 3 d'empreses de serveis i 1 d'una empresa classificada com a «altres activitats de serveis».
Dels 8 establiments de servei als particulars que hi havia el 2009, 3 eren paletes, 1 fusteria, 2 lampisteries i 2 empreses de construcció.
L'any 2000 a Fouquebrune hi havia 35 explotacions agrícoles que ocupaven un total de 2.256 hectàrees.

## Equipaments sanitaris i escolars
El 2009 hi havia una escola elemental integrada dins d'un grup escolar amb les comunes properes formant una escola dispersa.

## Poblacions més properes
El següent diagrama mostra les poblacions més properes.